# Partei Neues Iran
Die Iran-Novin-Partei oder Partei Neues Iran (persisch حزب ایران نوین), kurz auch Iran Novin oder Neues Iran, war eine Partei im Kaiserreich Persien, die 1963 von Hassan Ali Mansur und seinen Freunden gegründet wurde.

## Geschichte
Der ursprüngliche Name der Partei Iran Novin (Neues Iran) war bis 1965 Progressive Vereinigung. Bei den Parlamentswahlen im September 1963 gewann die Partei Neues Iran die Mehrheit der Sitze (140 von 200 im Madschles) vor der Volkspartei (Mardom). Die vormalige Regierungspartei Melliun wurde durch die Partei Neues Iran von Ministerpräsidenten Hassan Ali Mansur abgelöst.
Regierungsposten wurden nur an Mitglieder der Iran Novin vergeben. Dies führte im Ergebnis dazu, dass immer mehr Parlamentarier von der Volkspartei zur Iran Novin wechselten. Für Mohammad Reza Pahlavi, dem Regenten Irans, war diese Entwicklung positiv. So war es ihm möglich, alle politischen Kräfte in einer Partei zu bündeln.
Die Partei Neues Iran gewann die Parlamentswahlen 1967 mit einer Mehrheit von 180 der 219 Sitze, und die Wahlen 1971 mit 1968 mit 230 von 268 Parlamentssitzen. Am 2. März 1975 verkündete der Schah, dass das aktuelle Zweiparteiensystem veraltet und für die zukünftige politische Entwicklung nicht effizient genug sei. Daher sollte es künftig nur noch eine politische Partei geben, in der sowohl Regierungs-, als auch Oppositionskräfte vertreten seien. Die Iran Novin wurde dadurch mit der Volkspartei zur Rastachiz-Partei vereinigt.